# Мичурин, Иван Фёдорович
Ива́н Фёдорович Мичу́рин (1700[…] — 1763[…]) — архитектор, работавший в стиле русского барокко, преимущественно в Москве и Киеве.

## Биография

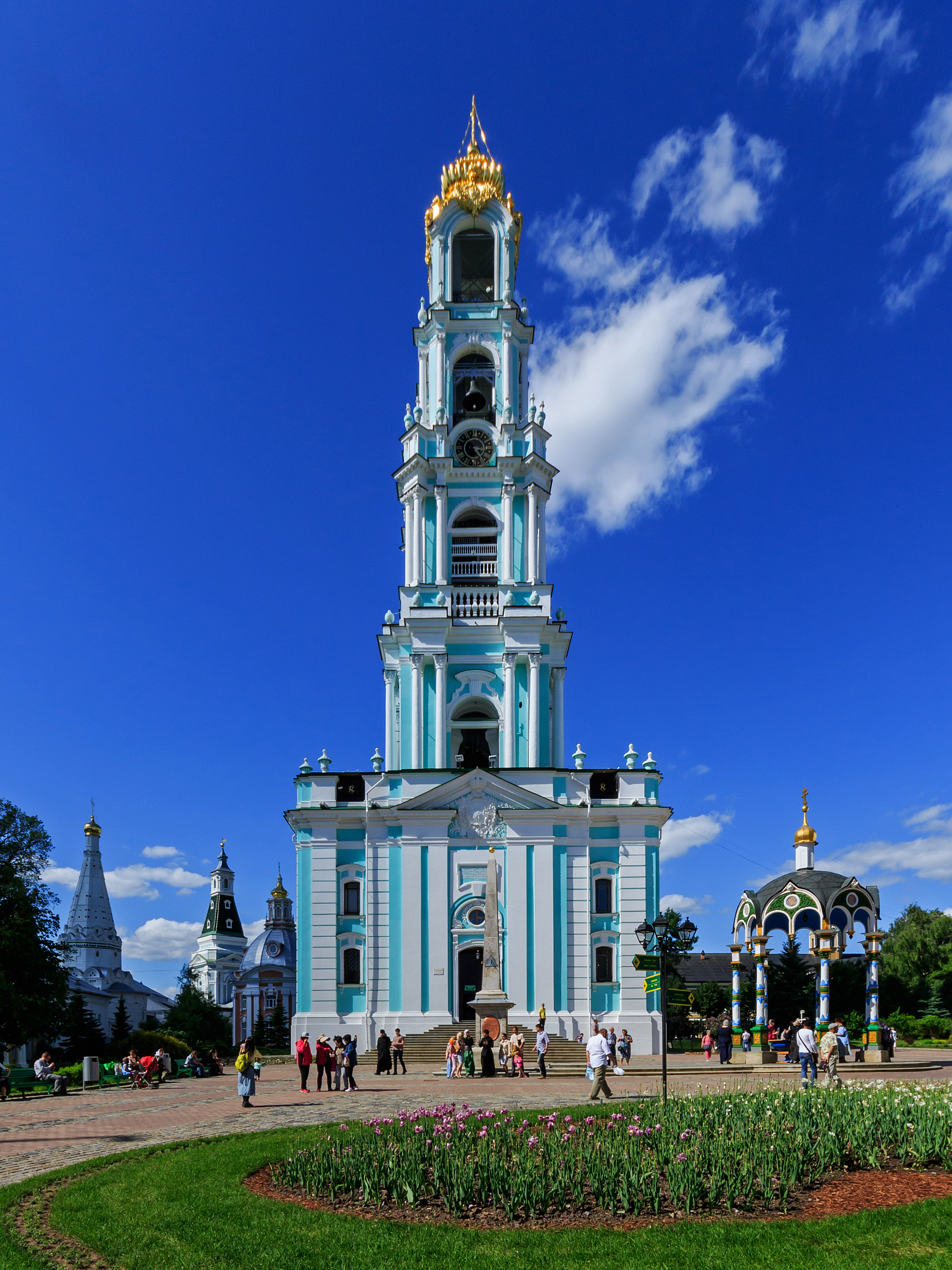
Колокольня Троице-Сергиевой лавры, построенная по проекту И. Ф. Мичурина

Родился в Костромской губернии в семье небогатого помещика. С 1718 по 1720 год учился в Санкт-Петербурге в морской академии, в 1723—1729 годах в качестве «пенсионера» Петра I продолжил обучение в Голландии, где помимо инженерного образования приобрёл и архитектурные познания.
После пожара 1737 года в Москве руководил восстановлением почти всех кремлёвских церквей и правительственных зданий, в частности Никольской башни Московского Кремля и храма Василия Блаженного. Ему же принадлежит проект многоярусной колокольни с колоннами различных ордеров (колокольня церкви Параскевы Пятницы на Пятницкой улице, уничтоженная в 1930-х годах).
Мичурин был руководителем строительства Мариинского дворца и Андреевской церкви в Киеве, которые строились по проектам Бартоломео Растрелли.
В 1749—1758 годах строил собор Свенского Успенского монастыря, руководил строительством церкви Троицы Живоначальной на Арбате (не сохранилась), а также постройками в Златоустовском монастыре (не сохранились, снесены в 1933 году) в Москве. Его последним проектом стала колокольня Троице-Сергиевой лавры, которую завершил его ученик Дмитрий Ухтомский.

## Графические произведения
В 1742 году в честь коронации Елизаветы Петровны в Москве был создан ряд триумфальных сооружений. Чертежи Ивана Мичурина вошли в знаменитый Коронационный альбом Елизаветы Петровны:

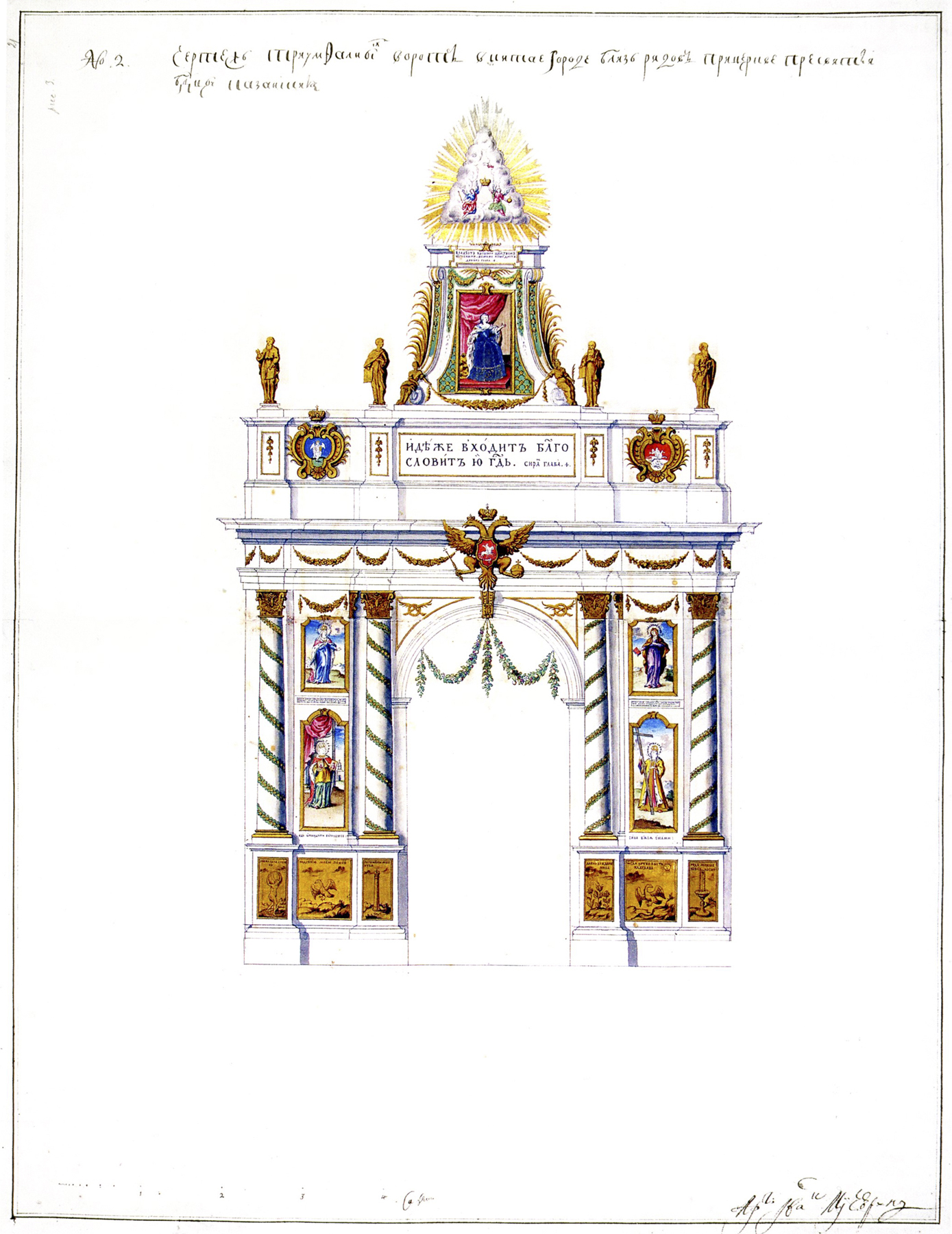
Вид триумфальных ворот у Казанской церкви
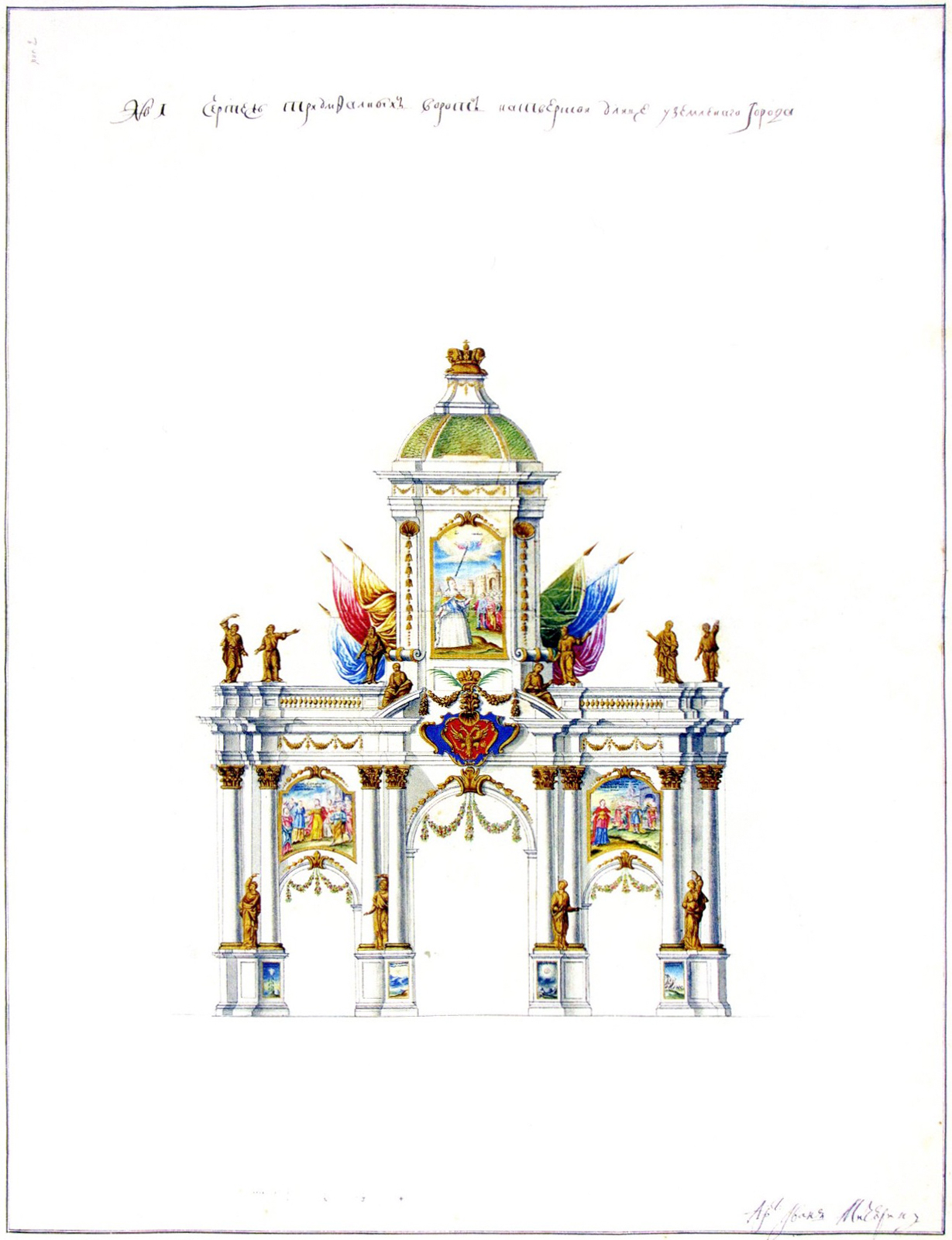
Триумфальные ворота у Земляного города
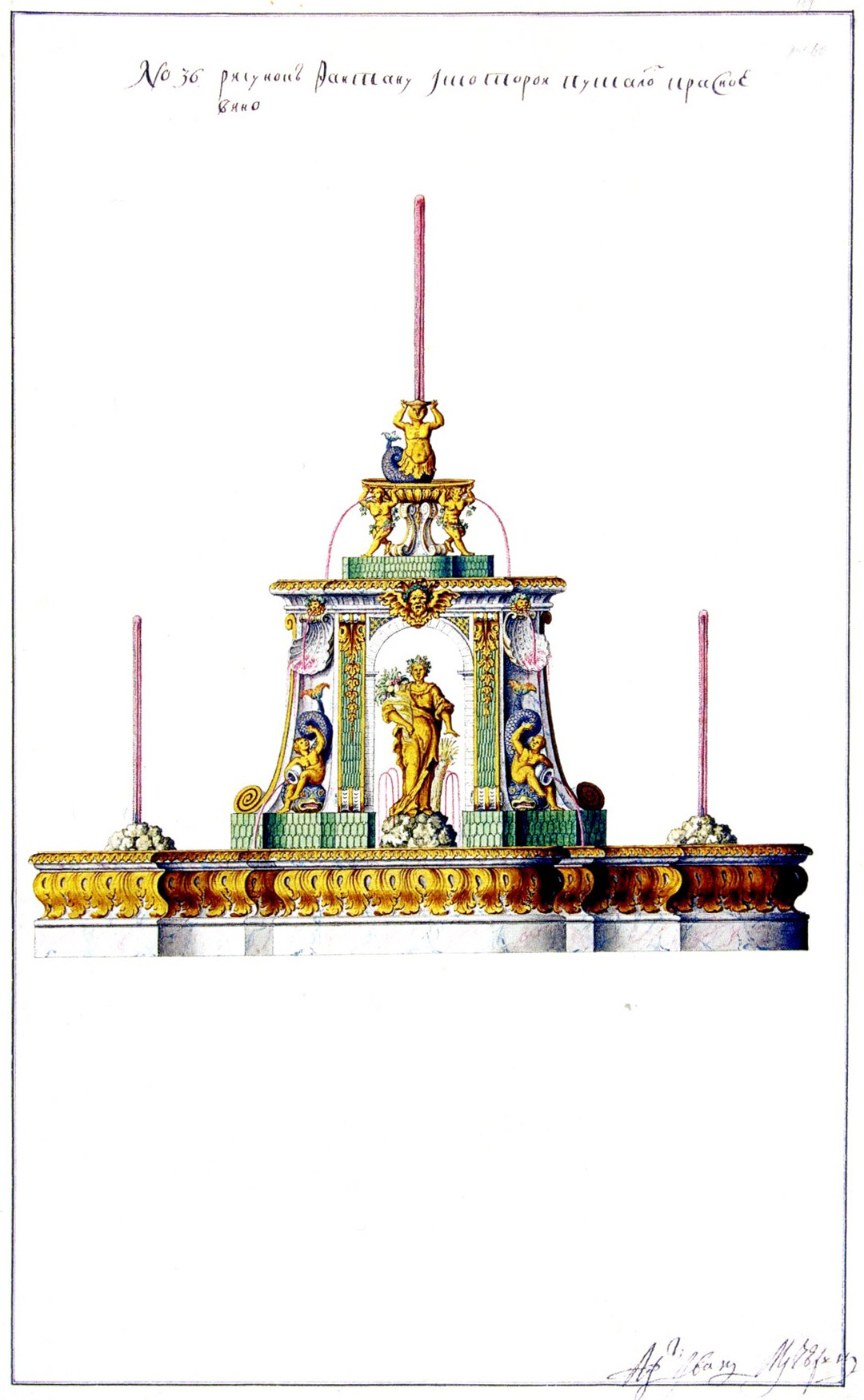
Вид фонтана для красного вина

### План императорского столичного города Москвы
В 1739 году Мичуриным составлен «План императорского столичного города Москвы».

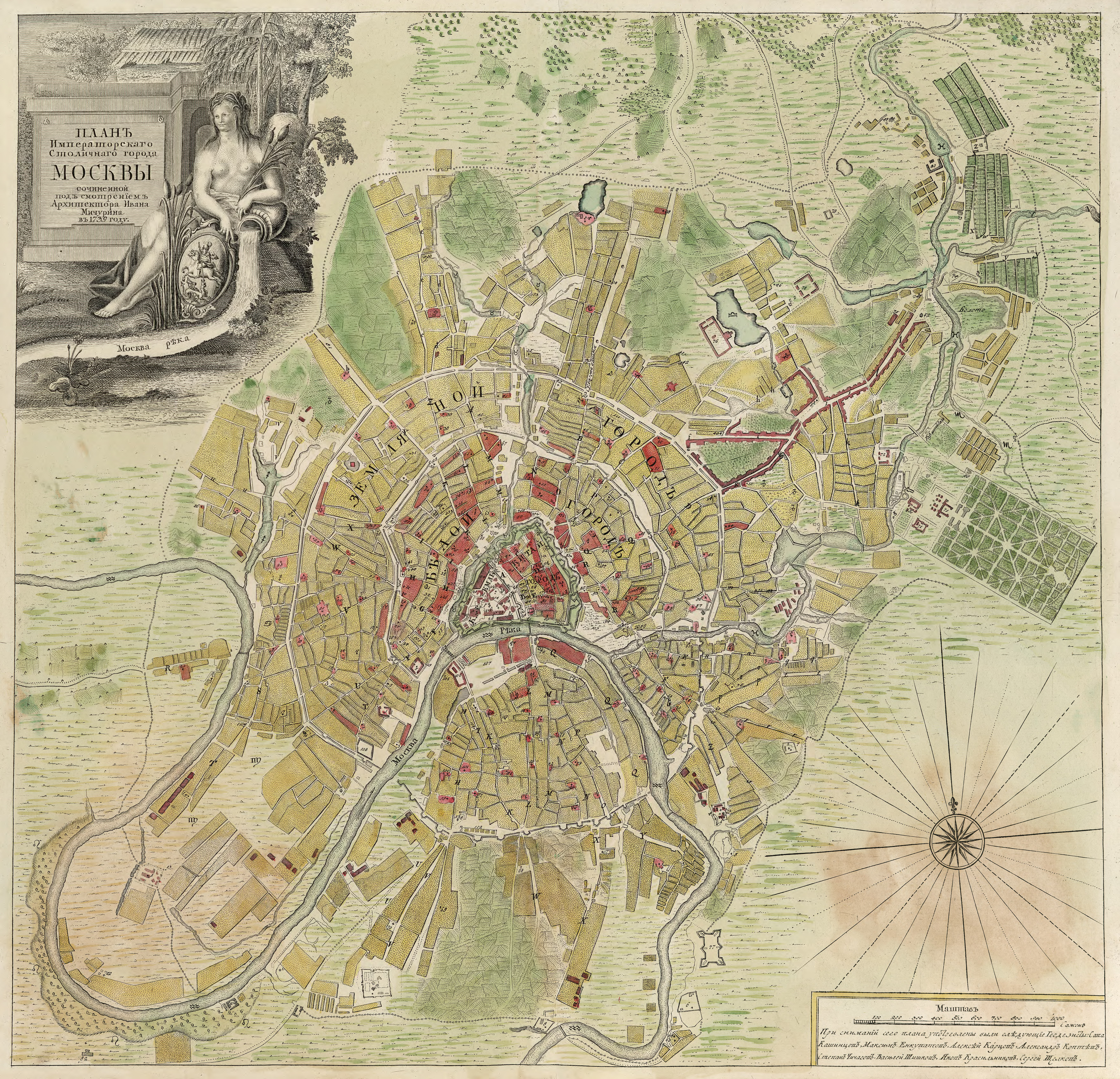
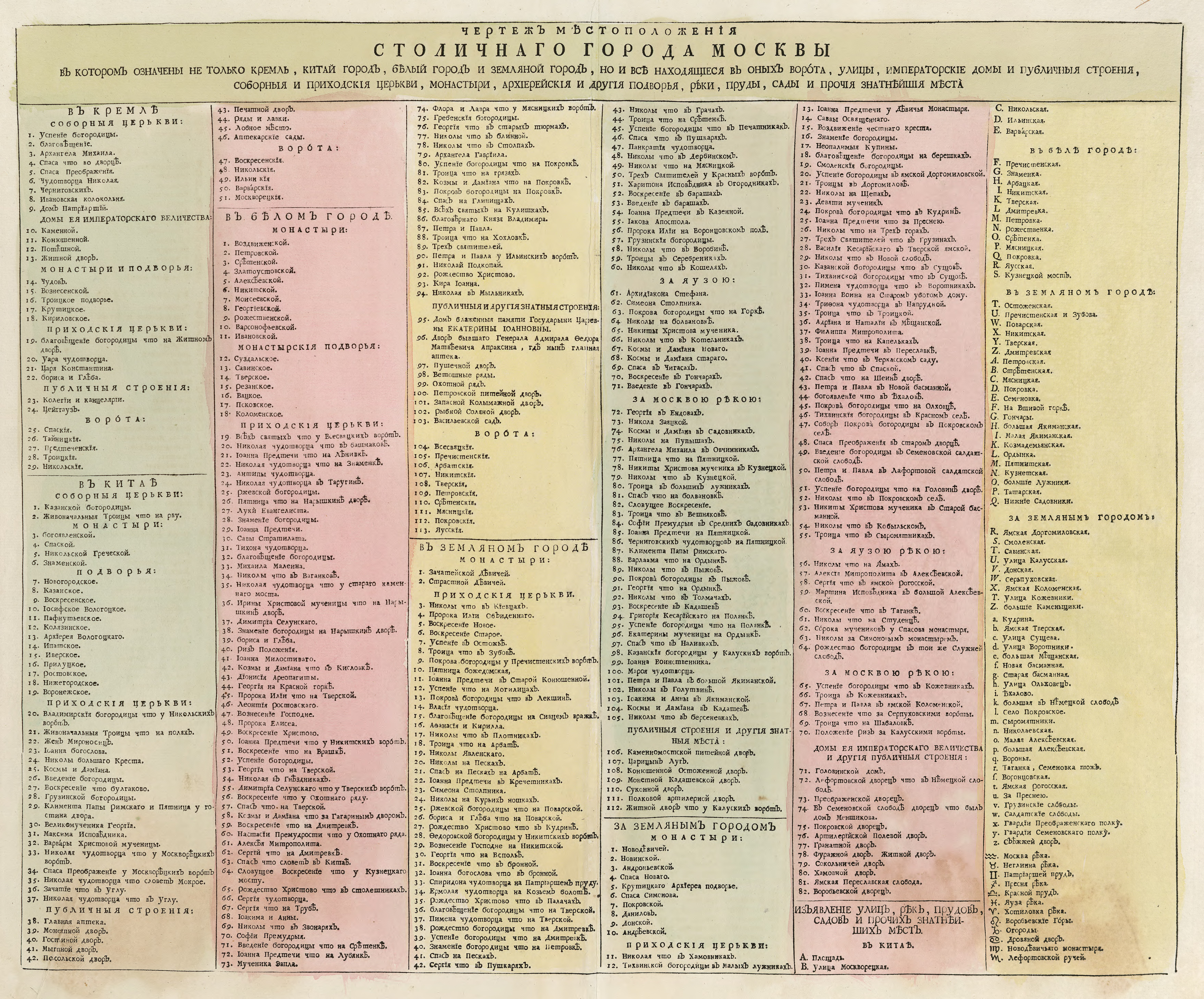